# جون كيركهام (لاعب كرة قدم)
جون كيركهام (بالإنجليزية: John Kirkham)‏ (13 مايو 1941 في المملكة المتحدة - فبراير 2021) هو لاعب كرة قدم بريطاني في مركز نصف الجناح. لعب مع نادي إكزتر سيتي ونادي بيتربورو يونايتد ووولفرهامبتون واندررز وليه جنيسيس ‏ ونادي أدينغتون ‏.

## وصلات خارجية
- جون كيركهام على موقع قاعدة بيانات كرة القدم.إي يو (الإنجليزية)